# Ministère de la Culture et des Arts
Pour les autres articles nationaux ou selon les autres juridictions, voir Ministère de la Culture.
Le ministère de la Culture et des Arts est apparu sous ce titre pour la première fois en 1982, au moment du gouvernement Abdelghani III. Depuis le 17 février 2022, la ministre de la Culture et des Arts est Soraya Mouloudji. 
Depuis l’indépendance de l’Algérie, d’autres institutions aux noms divers avaient été mises en place, le ministère de l’Information et de la Culture ou encore le ministère du Tourisme et de la Culture.
Le fonctionnement du ministère de la Culture est régi par décret de 2005 (décret exécutif no 05-79 du 17 Moharram 1426 correspondant au 26 février 2005), pris par le gouvernement Ouyahia IV. Ce texte définit les quatre missions principales du ministère qui sont : protection et valorisation du patrimoine culturel ; promotion des arts vivants et des arts du spectacle ; préservation et mise en valeur des cultures traditionnelles ; recherche et formation.

## Liste des ministres de la culture en Algérie
| Ministre              | Inititulé                                                                   | Mandat                                                                                         | Gouvernement |
| --------------------- | --------------------------------------------------------------------------- | ---------------------------------------------------------------------------------------------- | --- |
| Ahmed Taleb Ibrahimi  | Ministre de l'Information et de la Culture                                  | 1970-1977                                                                                      | Boumédiène III                                                                                                  |
| Redha Malek           | Ministre de l'Information et de la Culture                                  | 1977-1978                                                                                      | Boumédiène IV                                                                                                   |
| Abdelhamid Mehri      | Ministre de l'Information et de la Culture                                  | 1979-1980                                                                                      | Abdelghani I |
| Abdelhamid Mehri      | Ministre de l'Information et de la Culture                                  | 1980-1982                                                                                      | Abdelghani II                                                                                                   |
| Abdelmadjid Meziane   | Ministre de la Culture                                                      | 1982-1984                                                                                      | Abdelghani III                                                                                                  |
| Abdelmadjid Meziane   | Ministre de la Culture et du Tourisme                                       | 1984-1986                                                                                      | Brahimi I |
| Boualem Bessaih       | Ministre de la Culture et du Tourisme                                       | 1986-1988                                                                                      | Brahimi II |
| Mohammed Ali Ammar    | Ministre de l'Information et de la Culture                                  | 1988-1989                                                                                      | Merbah |
| Cheikh Bouamrane      | Ministre de la Communication et de la Culture                               | 1991                                                                                           | Ghozali I |
| Larbi Demagh Latrous  | Ministre de la Culture                                                      | 1991-1992                                                                                      | Ghozali I |
| Aboubakr Belkaïd      | Ministre de la Communication et de la Culture                               | 1992                                                                                           | Ghozali II |
| Hamraoui Habib Chawki | Ministre de la Communication et de la Culture                               | 1992-1993                                                                                      | Abdesslam |
| Slimane Cheikh        | Ministre de la Culture                                                      | 1994-1995                                                                                      | Sifi I |
| Slimane Cheikh        | Ministre de la Culture                                                      | 1995                                                                                           | Sifi II |
| Mihoubi El Mihoub     | Ministre de la Communication et de la Culture                               | 1995-1997                                                                                      | Ouyahia I |
| Habib Chawki Hamraoui | Ministre de la Communication et de la Culture                               | 1997-1998                                                                                      | Ouyahia II |
| Abdelaziz Rahabi      | Ministre de la communication, porte parole du gouvernement et de la culture | 1998-1999                                                                                      | Hamdani |
| Abdelmadjid Tebboune  | Ministre de la Communication et de la Culture                               | 1999-2000                                                                                      | Benbitour |
| Mahieddine Amimour    | Ministre de la Communication et de la Culture                               | 2000-2001                                                                                      | Benflis I |
| Mohamed Abbou         | Ministre de la Communication et de la Culture                               | 2001-2002                                                                                      | Benflis II |
| Khalida Toumi         | Ministre de la Communication et de la Culture                               | 2002-2003 2003-2004                                                                            | Benflis III Ouyahia III                                                                                         |
| Khalida Toumi         | Ministre de la Culture                                                      | 2004-2005 2005-2006 2006-2007 2007-2008 2008 2008-2009 2009-2010 2010-2012 2012-2013 2013-2014 | Ouyahia IV Ouyahia V Belkhadem I Blekhadem II Ouyahia VI Ouyahia VII Ouyahia VIII Ouyahia IX Sellal I Sellal II |
| Nadia Labidi          | Ministre de la Culture                                                      | 2014-2015                                                                                      | Sellal III |
| Azzedine Mihoubi      | Ministre de la Culture                                                      | 2015-2017 2017 2017-2019                                                                       | Sellal IV Tebboune Ouyahia X                                                                                    |
| Meriem Merdaci        | Ministre de la Culture                                                      | 2019                                                                                           | Bedoui |
| Hassene Rabehi        | Ministre de la Culture (intérim)                                            | 2019-2020                                                                                      | Bedoui |
| Malika Bendouda       | Ministre de la Culture                                                      | 2020-2021                                                                                      | Gouvernement Djerad I, II et III                                                                                |
| Wafa Chaalal          | Ministre de la Culture                                                      | 2021 - 2022                                                                                    | Gouvernement Benabderrahmane                                                                                    |
| Soraya Mouloudji      | Ministre de la Culture et des Arts                                          | 2022-2024                                                                                      | Gouvernement Benabderrahmane/Larbaoui                                                                           |
| Zouheir Bellalou      | Ministre de la Culture et des Arts                                          | depuis le 18 novembre 2024                                                                     | Gouvernement Larbaoui II                                                                                        |

## Le programme européen d'appui à la protection et à la valorisation du patrimoine culturel algérien (2014)
Il s'agit, avec l'aide de l'Union européenne, d'établir un inventaire des biens culturels algériens.
Les objectifs de ce projet sont accompagner la prise en compte du patrimoine culturel dans le développement économique et humain de l'Algérie, de soutenir la mise en œuvre d'une politique nationale sur le patrimoine culture, de renforcer les capacités dans le secteur au niveau central et local et d'apporter un soutien technique en termes de méthode, d'outil de gestion et de connaissance en matière d'inventaire des biens culturels, à l'échelle centrale et locale.
Ce grand programme Patrimoine représente 24 millions d'euros, 21,5 millions venant de l'Union européenne et 2,5 millions d'Algérie, et devrait s'échelonner sur 56 mois selon le projet initial.

## Les grands enjeux culturels en Algérie

### La question de la langue
En débat aujourd'hui est l'enjeu des langues berbères, en particulier le tamazight, qui est devenu une langue officielle dans la Constitution algérienne en 2016. La question qui se pose désormais est celle de son utilisation dans l'enseignement scolaire.

## Commission de censure
En septembre 2024, dans le cadre de la préparation du Salon national du livre amazigh d'Ath Ouacif ( (wilaya de Tizi-Ouzou), Tidjani Tama, président de la Commission de censure et directeur central du Livre au ministère de la Culture et des Arts, impose aux organisateurs d'exclure les éditions Koukou de cette manifestation. Les organisateurs décident de reporter cette manifestation.